# Karl-Albert Fuchs
Karl-Albert Fuchs (* 7. Februar 1920 in Markkleeberg; † 13. April 2015 in Bad Berka) war ein deutscher Bauingenieur, Hochschullehrer und Politiker der Sozialistischen Einheitspartei Deutschlands (SED) in der Deutschen Demokratischen Republik (DDR). Er war von 1963 bis 1966 Stellvertretender Minister für Wissenschaft, Projektierung und Internationale Zusammenarbeit, von 1970 bis 1983 Rektor der Hochschule für Architektur und Bauwesen Weimar, und zeitweise Vizepräsident der Deutschen Bauakademie (DBA) und Vorsitzender der Kammer der Technik der DDR.

## Leben
Fuchs, Sohn einer Hausfrau und eines Briefträgers, besuchte die Volksschule in Oetzsch und die Herderschule in Leipzig, an der er im März 1938 das Abitur erwarb. Noch im selben Jahr wurde er zum Reichsarbeitsdienst und anschließend zum Militärdienst eingezogen. Nach Beginn des Zweiten Weltkriegs blieb Fuchs Soldat und wurde Geschützführer und Unteroffizier im Afrikakorps. 1942 geriet er in britische Kriegsgefangenschaft und war bis zu seiner Entlassung 1947 in Ägypten, Kanada und Großbritannien interniert.
Fuchs kehrte nach Sachsen zurück und erlernte in einer Umschulung bei der Bauhof-GmbH in Leipzig den Beruf des Maurers. Von 1947 bis 1954 studierte er an der Fakultät für Ingenieur-Bauwesen der Technischen Hochschule (TH) Dresden mit der Fachrichtung konstruktiver Ingenieurbau. 1948 wurde er in den Studentenrat gewählt und war 1949/50 dessen Vorsitzender.
Nach erfolgreichem Abschluss des Studiums wurde Fuchs 1954 Statiker in der Abteilung Baurecht und Bauaufsicht des Ministeriums für Aufbau, 1955 Leiter des Sektors Produktionstechnik im Ministerium für Bauwesen und 1956 Leiter des Sektors Industrie- und Ingenieur-Bau an gleicher Stelle. 1959/60 war er Technischer Direktor im VEB Ingenieur-Tiefbau Brandenburg, 1960 ging er als Abteilungsleiter für Technik zurück ins Ministerium für Bauwesen in Ostberlin.
Von 1963 bis 1966 war Fuchs Stellvertretender Minister für Wissenschaft, Projektierung und Internationale Zusammenarbeit der DDR. Von 1961 bis 1985 war er ordentliches Mitglied und von 1966 bis 1968 Vizepräsident der Deutschen Bauakademie (DBA). Von 1955 bis 1990 war Fuchs zusätzlich Mitglied und von 1964 bis 1972 Vorsitzender der Kammer der Technik der DDR.
1968 wurde Fuchs als ordentlicher Professor für Ingenieur-Tiefbau an die Hochschule für Architektur und Bauwesen (HAB) Weimar berufen und wurde noch im selben Jahr ihr 1. Prorektor. Von Dezember 1970 bis Januar 1983 war Fuchs Rektor der HAB.
Ab 1947 war Fuchs Mitglied der Sozialistischen Einheitspartei Deutschlands (SED) und von 1971 bis 1990 Mitglied der SED-Bezirksleitung Erfurt. Bis 2002 war er Mitglied der SED-Nachfolgepartei Partei des demokratischen Sozialismus (PDS). Von 1949 bis 1990 war er Mitglied und von 1972 bis 1990 Vorsitzender des Bezirksvorstands Erfurt der Gesellschaft für Deutsch-Sowjetische Freundschaft (DSF). Fuchs lebte zuletzt in Weimar.

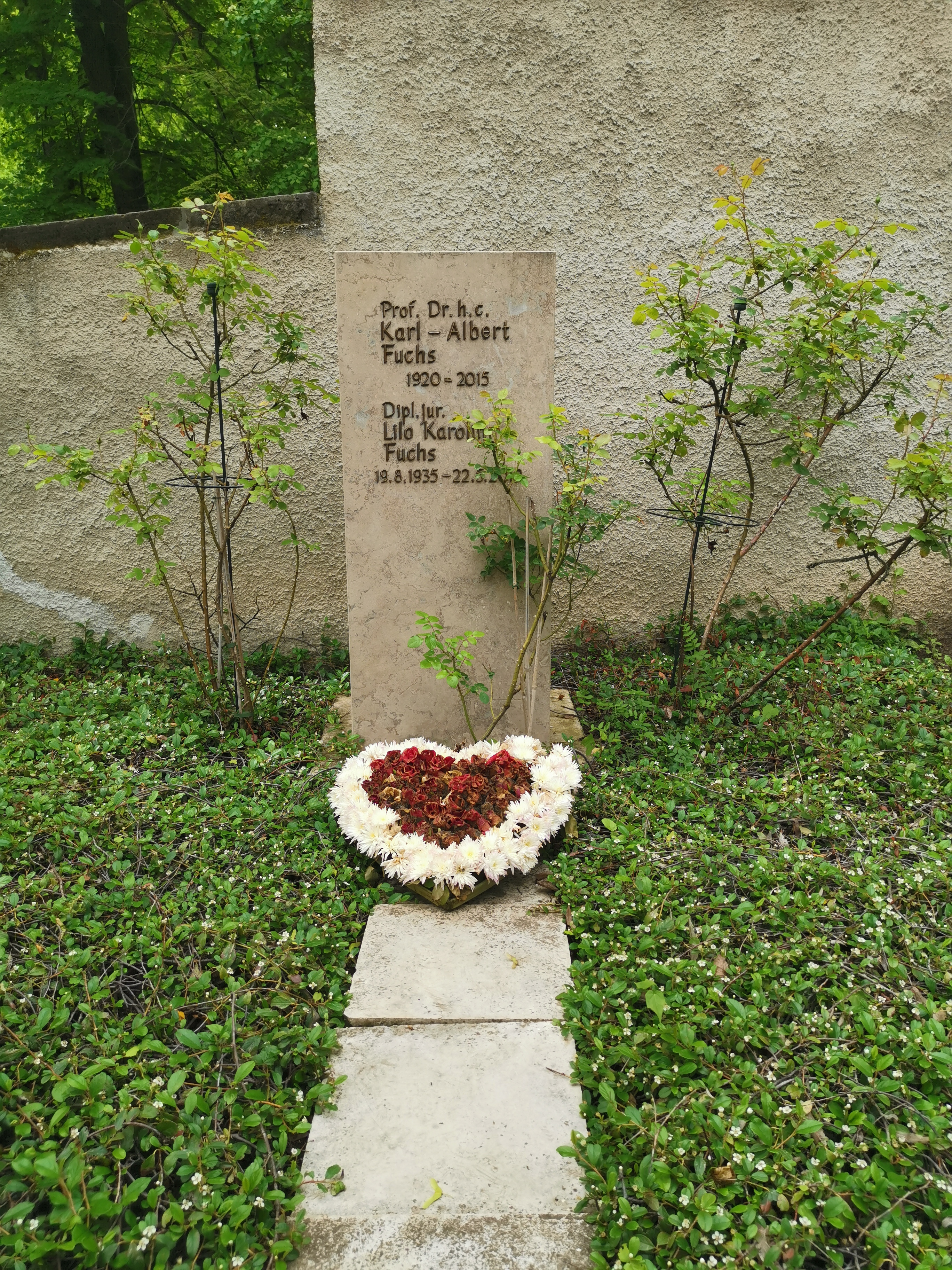
Grabstätte

Er ist auf dem Historischen Friedhof Weimar bestattet.

## Ehrungen
- 1960: Verdienstmedaille der DDR
- 1969: Vaterländischer Verdienstorden in Bronze (DDR)
- 1974: Karl-Marx-Orden (DDR)
- 1980: Vaterländischer Verdienstorden in Silber (DDR)
- 1984: Orden der Völkerfreundschaft (Sowjetunion)

## Schriften
- Die Stellung des Bauhauses in der Geschichte und die Bedeutung seines Erbes für die entwickelte sozialistische Gesellschaft In: Wissenschaftliche Zeitschrift der HAB Weimar, Weimar 1976, Ausgabe 5/6.
- Rede des ausscheidenden Rektors zur Investitur vom 14. Januar 1983 In: A. Preiß, K.-J. Winkler: Weimarer Konzepte. Die Kunst- und Bauhochschule 1860–1995. Weimar 1996, Dokument 98.